# 2956 Йоманз
2956 Йоманз (2956 Yeomans) — астероїд головного поясу, відкритий 28 квітня 1982 року.
Тіссеранів параметр щодо Юпітера — 3,332.
Названо на честь Дональда K. Йоманза, фахівця в галузі небесної механіки. Добре відомі його розрахунки орбіт комет, з урахуванням негравітаційних сил. Зокрема, він докладно проаналізував рух комети Галлея аж до 1404 року, а також рух дощу метеорів. 